# 本日は大安なり
『本日は大安なり』（ほんじつはたいあんなり）は、辻村深月による日本の小説、及びそれを原作とする2012年のテレビドラマ。

## 概要
『野性時代』（角川書店）にて2009年8月号から2010年8月号まで隔月で全7回連載された。単行本発行日は大安吉日の2011年2月25日で、初版限定で良縁祈願の栞が封入特典として付けられた。第24回山本周五郎賞候補作。
同じ日に同じ結婚式場で式を挙げる4組のカップルを様々な視点から描いた作品。連載時は4組の事情が順番に描かれる連作短編形式で構成されていたが、単行本化の際、著者の辻村は「連載最後でひとつに繋がり自分でも驚くほどに勢いを感じたこの作品を、さらに良い形でラストまで読んでもらうにはどうしたらいいだろう？」と考え、会場全体のタイムスケジュール表をMicrosoft Excelで作り、冒頭からグランドホテル方式（複数視点同時進行形式）として加筆・修正を施して仕立て直した。
テレビドラマ版は、とある大安吉日の日、結婚式場に「今日の結婚式を取りやめろ」と書かれた脅迫状が送りつけられ、この脅迫事件を突き止めようとウェディングプランナーが奮闘しながら、そのウェディングプランナーの結婚式での奮闘と結婚式を挙げる人々を描くサスペンスコメディー仕立てとなっている。

## 初出
- 第一部
  - 第一章 鞠香と妃美佳（2009年8月号）
  - 第二章 貴和子は運命の女（2009年10月号）
  - 第三章 私、ウェディングプランナー（2009年12月号）
  - 第四章 かがみよ、かがみ（2010年2月号）
  - 第五章 こっち見て、妃美佳（2010年4月号）
- 第二部
  - 大安吉日 前編（2010年6月号）
  - 大安吉日 後編（2010年8月号）

## あらすじ
新郎を試そうと式当日の入れ替わりを企む美人双子姉妹。かつて自分から全てを奪っていった女の式を担当するウェディングプランナー。大好きな叔母の毒殺計画を聞いてしまった小学生。妻がいることを言い出せないまま浮気相手との結婚式当日を迎えてしまい、式を中止させようとする男。
大安吉日、4組のカップルの式のそれぞれの結末は……。

## 登場人物

### ホテル・アールマティ
スペルは「Hotel Armaiti」県内最古参のホテル。ウェディング実績は県内随一。
山井 多香子（やまい たかこ）
ホテル・アールマティウェディングサロンのスタッフ。勤続5年、32歳。出版社から専門学校を経てウェディングプランナーに転身。十倉家・大崎家の式を担当。過去に交際相手の浮気が原因で婚約破棄を経験。
仁科（にしな）
チーフウェディングプランナー。30代半ば。鈴木家・三田家の式を担当。
岬（みさき）
数少ない男性社員。30歳。山井と同期。相馬家・加賀山家の式を担当。
和木（わき）
美容室オーナー。和装の鬘が専門。
若槻（わかつき）
美容室の最年少スタッフ。

### 相馬家・加賀山家
加賀山 妃美佳（かがやま ひみか）
新婦。一卵性双生児の妹。姉の鞠香とは対照的な内向的な性格。鞠香への好意と同時に、双子でありながら不平等な扱いに不満を抱えてきた。私立女子校、音大ピアノ科卒。貴金属会社に勤務。
加賀山 鞠香（かがやま まりか）
妃美佳の一卵性双生児の姉。学生時代は生徒会や部活動に熱心な明るく活発な性格。新郎の映一とは共通の趣味を持つ。公立高校から私大英語科へ進学後、2年遅れて妃美佳と同じ音大声楽科に入り直す。卒業後はオーケストラのマネージャーとなる。
相馬 映一（そうま えいいち）
新郎。眼鏡をかけた冷淡な印象の男性。妃美佳と同じ貴金属会社勤務の研究職。悩みを抱える女性に惹かれる傾向がある。
加賀山 毅彦（かがやま たけひこ）
妃美佳と鞠香の父親。

### 十倉家・大崎家
大崎 玲奈（おおさき れいな）
新婦。高圧的で攻撃的な言動が多く、式場予約時からトラブルが頻発。謝罪や依頼で頭を下げることを苦手とする。
野原（のはら）
玲奈の親友。玲奈に依頼していた着付けの予約ミスにより一時的に混乱が生じる。
十倉（とくら）
新郎。玲奈にとって二度目の結婚相手。

### 東家・白須家
白須 真空（しらす まそら）
小学2年生。幼少期はりえに強い好意を抱いていた。東が薬局の外で別の薬剤師とある計画について話しているのを聞き、口止めされている。
白須 りえ（しらす りえ）
新婦。33歳。真空の叔母。薬剤師。ディズニープリンセスを好み、披露宴のお色直しでは白雪姫の衣装を着用する。
東 誠（あずま まこと）
新郎。26歳。りえと同じ薬局に勤務するアルバイト店員。人見知りで無愛想なため、白須家の親族からの印象は芳しくない。
狐塚（こづか）
招待客の一人。東の大学時代の同級生。

### 鈴木家・三田家
鈴木 陸雄（すずき りくお）
新郎。38歳。既婚者であることを隠蔽したままあすかと交際を開始。彼女が取引先の令嬢であるため真実を打ち明けられず、事態は結婚に至る。
三田 あすか（みた あすか）
新婦。27歳。県内に3店舗を展開するサロン「トゥルー・トラスト」のオーナーの娘。
伸（しん）
陸雄の性格を熟知する親友。陸雄の元バンドボーカルで、現在も趣味で音楽活動を継続。
鈴木 貴和子（すずき きわこ）
陸雄の妻で伸の妹。兄とは年齢が離れている。兄から陸雄の女性関係について聞かされていたため、告白当初は真剣に受け止めなかった。
恭司（きょうじ）
耳、眉上、唇にピアスを施した男性。狐塚の友人。

## 関連作品
- 子どもたちは夜と遊ぶ - 狐塚・恭司が登場。

## テレビドラマ
2012年1月10日から3月13日に、NHK総合テレビ『よる★ドラ』の第2弾として放送された。主演の優香は、2000年にTBSで放送された『20歳の結婚』以来12年ぶりに主演する。また、タレントで元AKB48メンバーの大島麻衣が本作で女優デビューする。

### キャスト

#### Hotel Armaiti
山井 多香子 - 優香
ウェディングプランナーチーフ。性格はサバサバしているが実は熱血漢。
杉浦 薫子 - 浅野ゆう子
ウェディングプランナー。この道30年の大ベテランで多香子の良き理解者である。
岬 恭介 - 鈴木亮平
ウェディングプランナー。先輩として多香子を陰から支え見守る。
朝比奈 留美 - 黒川智花
ウェディングプランナー。玲奈を怒らせ困っている時、多香子にフォローしてもらう。高校時代はミステリー研究会に所属していた。
山本 剛 - 石黒賢
式場支配人。妻から離婚を迫られている。

#### 新郎・新婦両家
- 相馬家・加賀山家
  - 加賀山 妃美佳 - 谷村美月（花嫁）
  - 加賀山 鞠香 - 谷村美月（妃美佳の双子の姉）
  - 相馬 映一 - 福士誠治（花婿）
  - 加賀山 えい子 - 藤井佳代子（妃美佳・鞠香の母）
- 十倉家・大崎家
  - 大崎 玲奈 - 星野真里（花嫁）
  - 十倉 純一 - 田中直樹（花婿）
  - 川田 真弓 - 平岩紙（玲奈の友人代表）
  - 十倉 和子 - 角替和枝（純一の母）
- 東家・白須家
  - 白須 真空 - 加藤清史郎（りえの息子）
  - 白須 りえ - 霧島れいか（花嫁）
  - 東 誠 - 渡部豪太（花婿）
  - 美梨 - 佐々木りお（真空の従妹）

- 山田家・岩倉家
  - 岩倉 千波 - 佐津川愛美（花嫁）
  - 山田 勇気 - 山口翔悟（花婿）
  - 竹内 - 波岡一喜（紘一郎の秘書）
  - 岩倉 紘一郎 - 大地康雄（千波の父）
  - 塚原 愛 - 宮地眞理子
- 鈴木家・三田家
  - 鈴木 陸雄 - 岡田義徳（あすかの婚約者・貴和子の夫）
  - 三田 あすか - 大島麻衣（花嫁）
  - 三田 真澄 - 大島蓉子（あすかの母）
  - 鈴木 貴和子 - 白石美帆（陸雄の妻）
  - リッキー（三田家の飼い犬）

#### その他
- Hotel Armaiti
  - 清水圭（シェフ）
  - たくませいこ（着付け師）
- 新郎・新婦の関係者
  - 大石吾朗（りえの父）
  - 茅島成美（りえの母）
  - 鳥居みゆき（誠の友人）
  - 渡辺寛二（りえの叔父）

### スタッフ
- 原作 - 辻村深月「本日は大安なり」
- 脚本 - 西荻弓絵
- 音楽 - 井筒昭雄
- 語り手 - 浅野ゆう子
- 演出 - 渋谷未来、河原瑶、岡嶋純一（テレパック）
- 制作統括 - 加賀田透（NHKソフト開発センター）、近見哲平（テレパック）
- 制作・著作 - NHK、テレパック

### 主題歌
- BENI 「永遠」

### 放送日程
| 各回                                            | 放送日  | サブタイトル   | 演出     | 視聴率 |
| ----------------------------------------------- | ------- | -------------- | -------- | ------ |
| 第1回                                           | 1月10日 | 疑惑の結婚式場 | 渋谷未来 | 3.3%   |
| 第2回                                           | 1月17日 | 疑惑の花嫁     | 渋谷未来 | 4.8%   |
| 第3回                                           | 1月24日 | 疑惑の父       | 渋谷未来 | 6.5%   |
| 第4回                                           | 1月31日 | 疑惑のヒロイン | 渋谷未来 | 3.9%   |
| 第5回                                           | 2月07日 | 疑惑の双子     | 河原瑶   | 4.2%   |
| 第6回                                           | 2月14日 | 疑惑の白雪姫   | 岡嶋純一 | 4.0%   |
| 第7回                                           | 2月21日 | 疑惑の清掃係   | 河原瑶   | 3.8%   |
| 第8回                                           | 2月28日 | 疑惑の重婚男   | 岡嶋純一 | 3.6%   |
| 第9回                                           | 3月06日 | 疑惑の非常ベル | 渋谷未来 | 3.3%   |
| 最終回                                          | 3月13日 | 花嫁が8人      | 渋谷未来 | 3.9%   |
| 平均視聴率 4.1%（ビデオリサーチ調べ・関東地区） |         |                |          |        |